# Vermouth

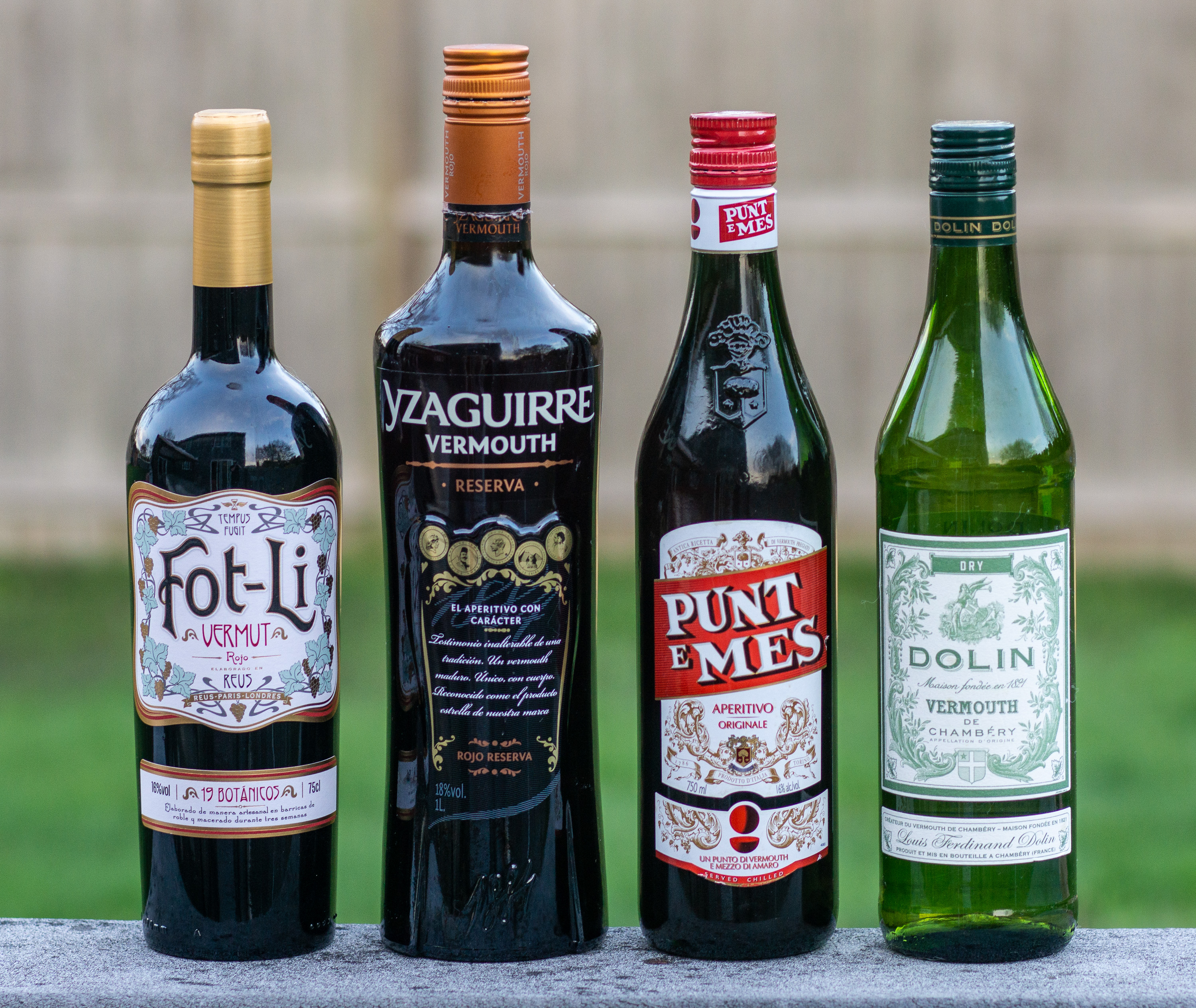
Quatre bouteilles de vermouth européen.

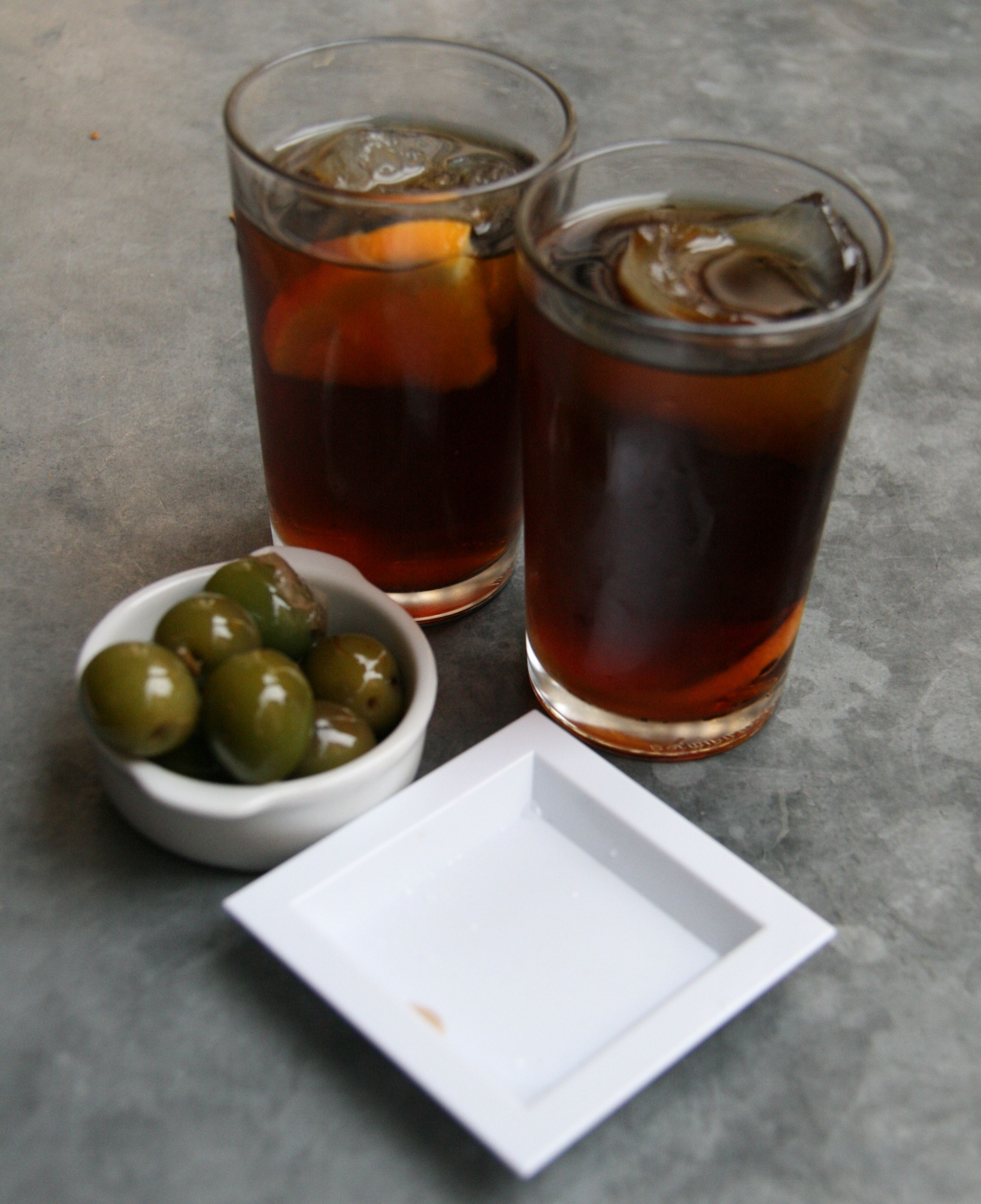
Vermouth servi avec des olives.

Le vermouth est un vin aromatisé ou apéritif à base de vin (ABV) et éventuellement fortifié par adjonction de mistelle, d'eau-de-vie ou de liqueur. Il titre entre 14,5° et 22°.

## Histoire
La consommation de vins fortifiés, enrichis d'herbes ou de racines, semble remonter à la Chine ancienne, au moins depuis les dynasties Shang et Zhou occidentaux (1250-1000 av. J.-C.). Ces ingrédients étaient incorporés au vin pour en faire une boisson médicinale. Des boissons similaires, obtenues par fermentation d'herbes et de sucres, apparaissent également dans les premiers textes médicaux indiens, bien que cela n'implique pas une relation directe avec les vermouths européens. Dans la Grèce antique, vers 400 avant J.-C., l'infusion de vin blanc avec des herbes est documentée, et l'absinthe (Artemisia absinthium) était particulièrement appréciée pour ses effets supposés bénéfiques sur les troubles digestifs et les parasites intestinaux. Cette pratique se maintient à Rome à des fins médicinales où il est désigné sous le terme générique de conditum ou plus spécifiquement de vinum absinthiatum ou par un emprunt au grec,  d'absinthitès.
Sa composition actuelle a été élaborée en Italie en combinant des armoises locales, dont l'Artemisia vallesiaca , avec d'autres plantes aromatiques et des épices. Les Vénitiens, qui disposaient au Moyen Âge du monopole du commerce des épices, ont introduit des plantes aromatiques jusqu'alors inconnues, qui ont été utilisées dans la préparation de que l’on qualifiait alors  de  « vin hippocratique ». Ces plantes (cardamome, cannelle, myrrhe, clou de girofle, rhubarbe, gingembre et santal) provenaient d'Afrique de l'Est, d'Inde et d'Indonésie Ainsi, la dénomination « vermouth » serait due à Antonio Benedetto Carpano qui élabore la recette dans une distillerie de la Piazza Castello à Turin (Italie) en 1786, d'après une recette d'apéritif allemand à base de vin et de Wermut (vermouth ou absinthe en allemand), « vin liquoreux aromatisé de plantes amères et toniques » (attesté depuis 1783) ». Il mélange un muscat cannelli avec des épices secrètes et baptise la boisson « vermouth ». 
Ce vin liquoreux faiblement alcoolisé devient l'apéritif turinois par excellence, on parlait même de « l'heure du vermouth ». Le roi Victor-Emmanuel II le consacre boisson officielle de la cour de la Maison de Savoie. La région du Piémont serait donc la zone historique de production.

## Diffusion
Le vermouth s'est d'abord diffusé en Europe, puis aux États-Unis et dans le monde. Il a fait la fortune des entreprises italiennes comme Martini, Cinzano ou Gancia. Le vermouth devient populaire au début du XIXe siècle et très populaire jusqu'aux années 1940-1950. 
En France, il existe plusieurs régions de production, comme celle de Chambéry, capitale historique des États de Savoie, et toute la région qui va de Marseille à Béziers.

## Caractéristiques aromatiques
Dans le vermouth domine la saveur qui est apportée par l'armoise (dont on fait aussi l'absinthe). Le vermouth possède une certaine amertume.

## Règlementation
Dans l’Union Européenne, le Vermouth est encadré par le règlement EU 251/2014 amendé par le règlement EU 2021/2017. Ces règlements précisent qu’un Vermouth est un Vin aromatisé :
- avec éventuelle addition d’alcool, et
- dont l’aromatisation caractéristique est obtenue par l’emploi de substances appropriées dérivées des espèces d’Artemisia (Armoise).

## Types de vermouths

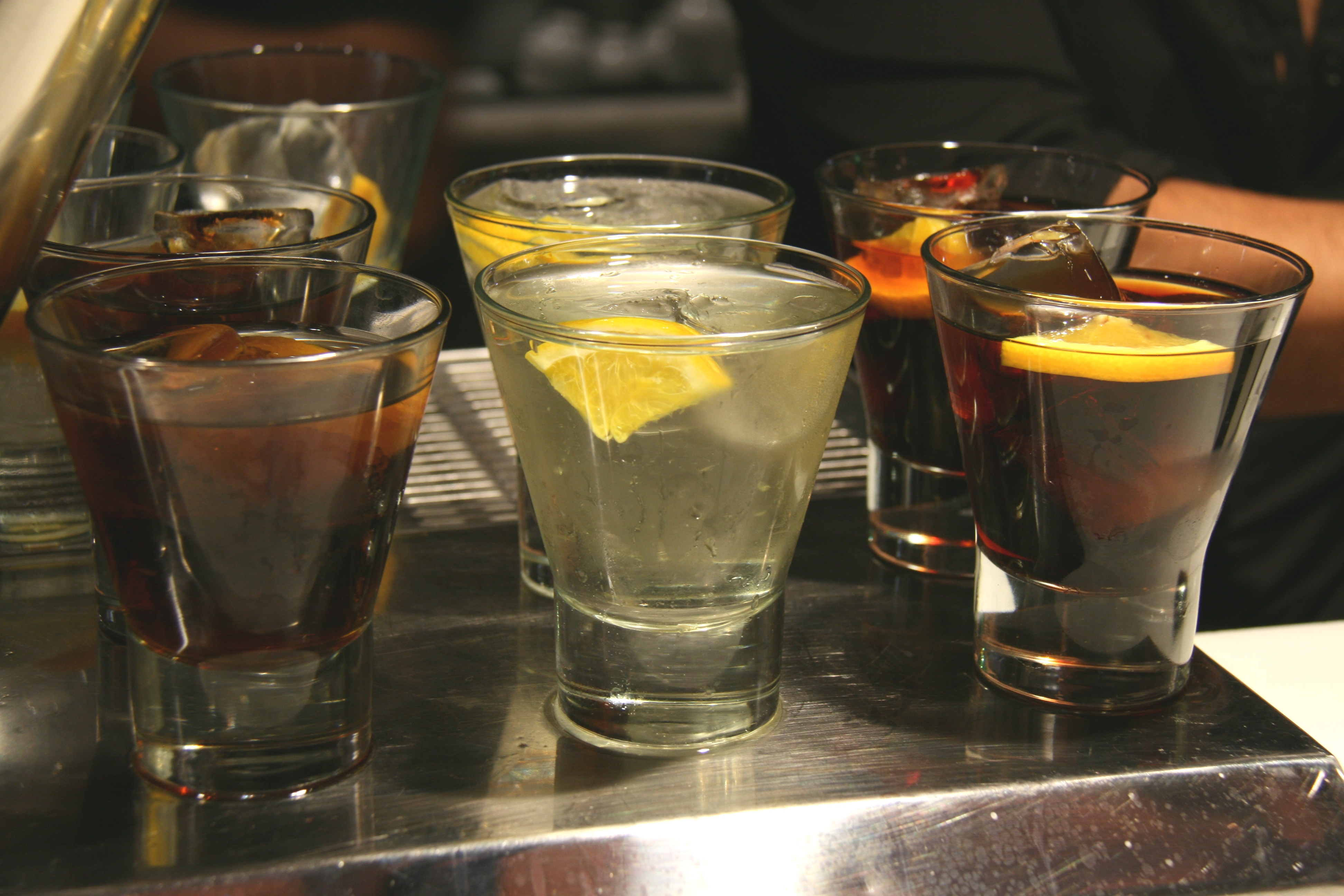
Différents types de vermouth.

### Par teneur en sucre
Les vermouths sont classés en différentes familles en fonction de leur teneur en sucre par litre : 
- extra dry ou extra secco (extra sec) : inférieur à 30 g/l ;
- dry ou secco (sec) : moins de 50 g/l ;
- dolce (doux) : au moins 130 g/l[6].

Les vermouths secs doivent être réfrigérés et peuvent être conservés environ six mois. Les autres peuvent généralement se conserver une année s'ils sont stockés dans un endroit sec et frais.

### Par origine géographique
- Vermouths italiens : 
  - entre autres de la région de Turin : vins additionnés de mistelles provenant des plaines méridionales d’Italie ; doux et de couleur rouge, dorée ou tuilée
- Vermouths espagnols :
  - de Barcelone : Perucchi
  - du pays Basque : Yzaguirre
- Vermouths français :
  - de Marseillan : Noilly Prat et de  Thuir : Byrrh, à base de vins blancs secs (80 %) des cépages bourret, clairette, picpoul ; secs et de couleur dorée.
  - de Chambéry :  préparé à base de vins de Savoie et de plus de 30 plantes alpines et aromates, en particulier du genre artemisia[12] (aussi appelée génépi).
  - de Corse : Mattei Cap Corse, à base de mistelles de Corse, de quinquina et de nombreuses plantes exotiques.
- Vermouths canadiens :
  - entre autres à base de vitis labrusca.
- Vermouths australiens : 
  - depuis 2012, émergence de vermouths à base de vins fins (syrah, viognier, cabernet, sangiovese) avec parfois des plantes indigènes.

En France, les vins d'épines (tels que la Trouspinette) sont parfois considérés comme des vermouths même s'ils ne contiennent pas d'Armoise mais du Prunellier ou de l'Aubépine et ne répondent donc pas à la définition européenne.

### Par couleur de robe
Selon les épices et le sucre, il peut être :
- bianco (blanc) : goût doux aux tonalités de vanille et d'épices ;
- rosso (rouge) : goût doux, légèrement amer ;
- rosé : parfum relevé par des notes de cannelle et de clou de girofle[6].

Le vermouth rouge se réfère quelquefois aux vermouths italiens et le blanc aux vermouths français ; toutefois, cette affirmation est à nuancer car tous les vermouths italiens ne sont pas rouges et tous les vermouths blancs ne sont pas français.

## Plantes aromatiques utilisées
Les différents vermouths sont composés de vin, de sucre et d' aromates, dont :
- absinthe
- achillée
- acore odorant
- aloès
- angélique officinale
- baume du Pérou
- camomille
- cannelle
- cardamome
- cascarille
- chardon béni
- colombo[13]
- coriandre
- églantier
- génépi
- gentiane
- gingembre
- girofle
- hysope
- iris
- marjolaine
- noix de cola
- orange amère
- origan
- prunelier
- écorces de quinquina
- sarriette
- sauge
- sureau
- thym
- vanille

## Distributions

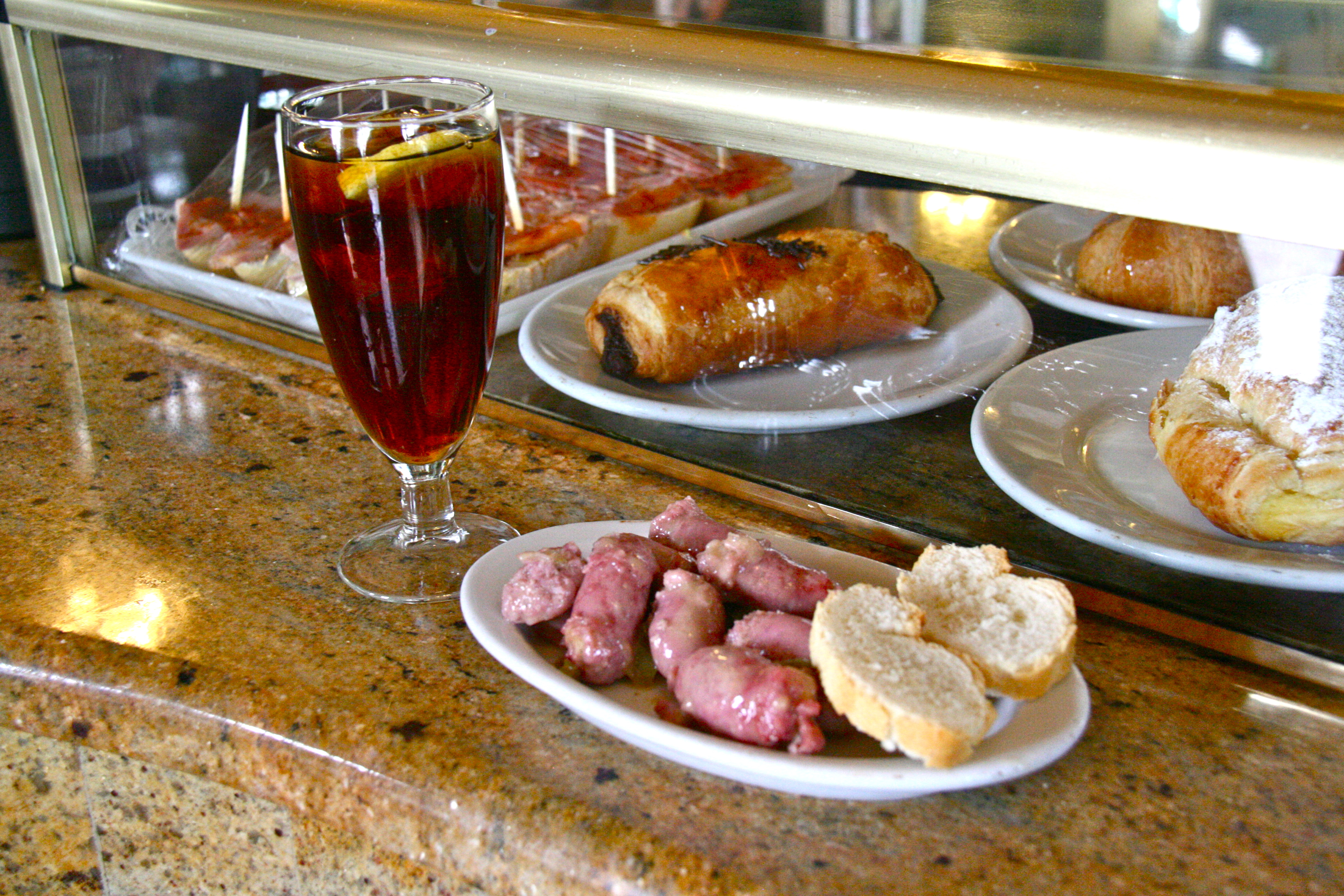
Vermouth servi avec des saucisses de poulet.

Parmi les grandes marques de vermouths, on trouve :
- Martini (Italie, Turin)
- Cinzano (Italie)
- Noilly Prat
- Dolin (France, Savoie), inventeur du Vermouth de Chambéry en 1821
- Mattei Cap Corse
- Punt e Mes, vermouth rouge à légère amertume
- Gancia (it) (Italie)
- Distillerie Stock (it) (Italie)
- Routin (France), vermouth de Chambéry
- Vermouth Sullivan (Jura)
- L'Elixir de la Dame, vermouth monastique charentais
- Yzaguirre (es) (Espagne, Tarragone)

## Service
Pour la verrerie, on utilise soit un tumbler, soit un « old fashion ».
Le vermouth se boit nature et est utilisé dans de nombreux cocktails. Il permet en effet d'abaisser le titre d'alcool du mélange lorsqu'il est ajouté à un alcool à 40°. La présence de sucre dans le vermouth va adoucir le mélange tout en apportant des notes aromatiques, d'où un cocktail plus complexe. On le retrouve ainsi notamment dans le Negroni, l'Americano, le Manhattan et le Martini.   

## Dans la culture
Dans le premier épisode de la série Amicalement Vôtre, les deux futurs héros se disputent dès leur rencontre à propos du nombre d'olives que doit contenir leur cocktail préféré, le « Créole crème », à base de vermouth. Brett Sinclair le décrit en ces mots : « le meilleur ami de l'homme après la femme et le chien est le Créole crème : une gorgée de rhum blanc, ajoutez un peu de citron, 1/3 de vermouth frais (non glacé) et une petite dose de grenadine. Agitez longuement, ajoutez de la glace pilée et une olive ».
Dans la série Lucifer, il s'agit du cocktail préféré d'Ève, en clin d'œil au péché originel[réf. nécessaire].
Le vermouth est également à l'honneur dans les romans et les films de James Bond, où le cocktail fétiche du héros est le Vodka martini « shaken and not stirred » (au shaker et non à la cuillère).
Dans le film Comment réussir quand on est con et pleurnichard, Antoine Robinaud, voyageur de commerce interprété par Jean Carmet, vend du Vulcani, qu'il proclame le « vermouth des intrépides ».
On dit qu'Ernest Hemingway était persuadé que la qualité du Martini dépendait du vermouth.